# Bussero (metropolitana di Milano)
Bussero è una stazione della linea M2 della metropolitana di Milano.

## Storia
La stazione venne inaugurata il 5 maggio 1968 come parte della tratta Milano-Gorgonzola delle linee celeri dell'Adda. Si tratta di una delle quattro stazioni non previste nel progetto iniziale, insieme a Cascina Burrona, Villa Fiorita e Villa Pompea, e realizzate a lavori già iniziati con elementi prefabbricati.
La linea fu inizialmente servita dai tram per Vaprio e per Cassano; dal 4 dicembre 1972 venne servita dai treni della linea M2, prolungati dal vecchio capolinea di Cascina Gobba al nuovo di Gorgonzola. Questo tronco nel 1985 è stato prolungato fino a Gessate.
Il 30 agosto 2022 è stato aperto al pubblico il nuovo sottopasso di accesso alle banchine, che sostituisce il vecchio sovrappasso.

## Strutture e impianti
La stazione, interamente realizzata secondo criteri di economia, ha struttura analoga a quella delle stazioni di Cascina Burrona, Villa Fiorita e Villa Pompea, tutte realizzate contemporaneamente.
Vi sono due binari serviti da banchine in cemento, sostenute da pali e coperte da pensiline a struttura metallica ricoperta da pannelli traslucidi.
Le due banchine erano collegate da un sovrappasso, ora sostituito da un sottopasso con ascensori; sul lato settentrionale è presente un piccolo fabbricato viaggiatori.
Dal 26 settembre 2018 sono cominciati i lavori per la riqualificazione della stazione e l'abbattimento delle barriere architettoniche con la creazione di una rampa di accesso all'ingresso in direzione Milano.

## Interscambi
Nelle vicinanze della stazione effettuano fermata alcune autolinee di Bussero.
- Fermata autobus
- Parcheggio
- Portabiciclette

## Servizi
La stazione dispone di:
- Accessibilità per portatori di handicap
- Ascensori[8]
- Emettitrice automatica biglietti
- Stazione video sorvegliata
- Servizi igienici
- Sottopasso pedonale

## Galleria d'immagini

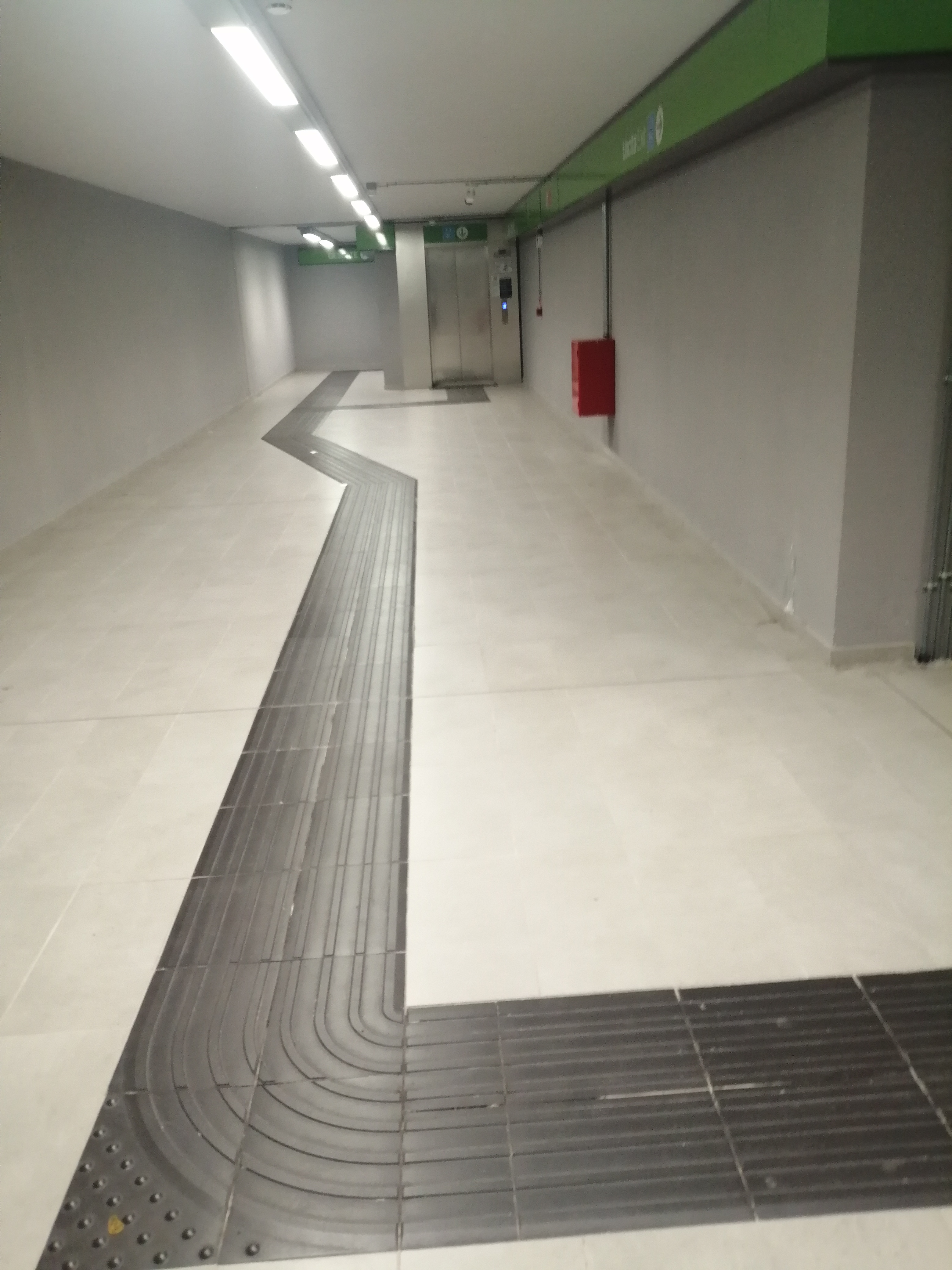
Il sottopasso con ascensori
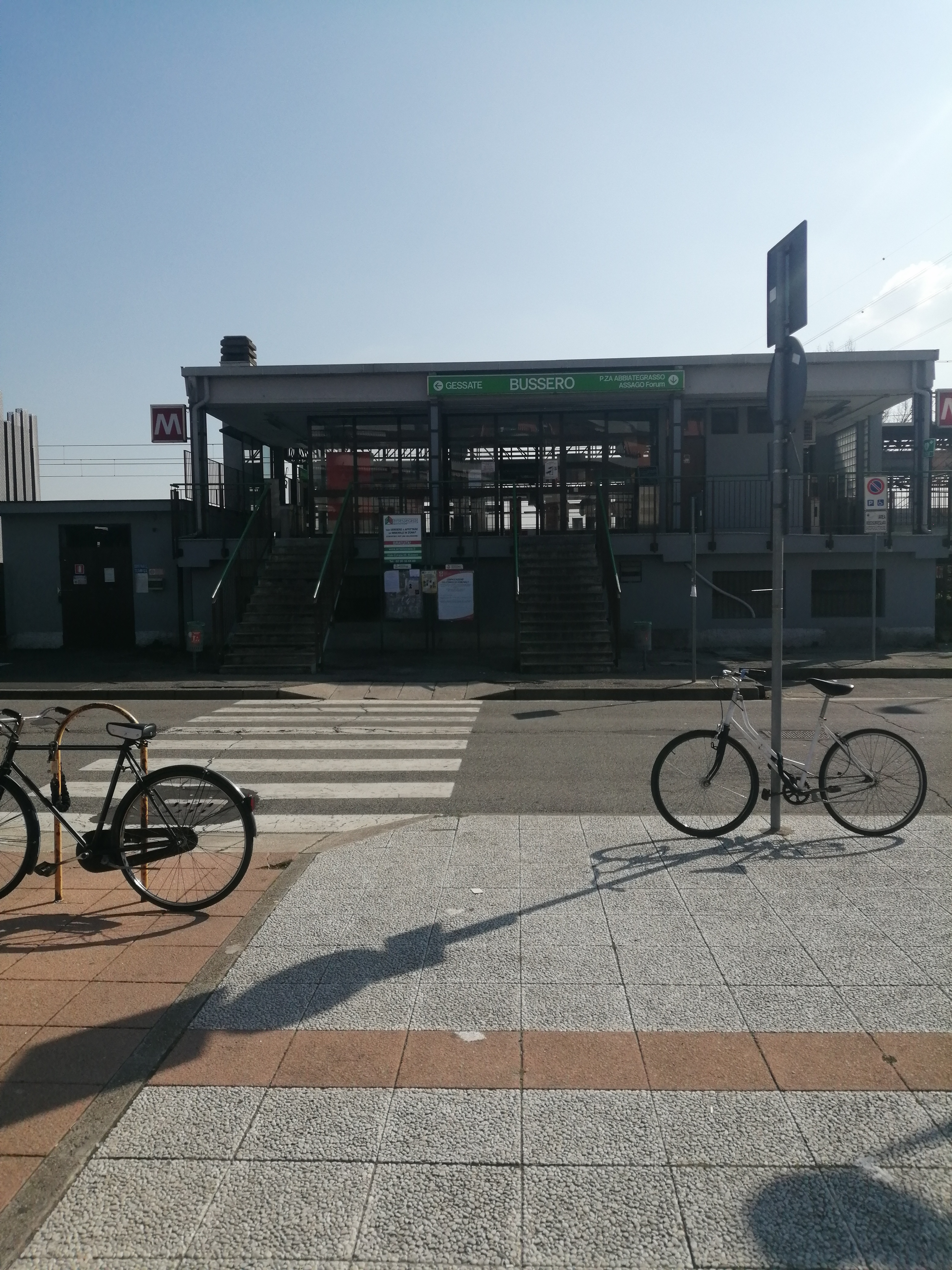
Esterno della stazione